# Joana Bértholo
Joana Bértholo (Lisboa, 21 de juny de 1982) és una escriptora i dramaturga portuguesa. És llicenciada en Disseny de Comunicació a la Facultat de Belles Arts de Lisboa i doctoranda en Estudis Culturals a la European University Viadrina, a Alemanya. Ha publicat diversos llibres de novel·la, de contes i de literatura infantil.

## Literatura
El 1999, a 17 anys, va guanyar el premi SOS Racismo com a millor argument de banda-animada per Ausência de Cor, que va ser posteriorment editada per l'editorial Baleiazul. El 2000 va guanyar el premi Escrevendo a Partir da Pintura, de la Fundació Calouste Gulbenkian, i també el premi El Moviment Olímpic, atribuït pel Comitè Olímpic Portuguès, com a millor assaig. El 2005, a 23 anys, va ser finalista del premi Joves Creadors en l'àrea de Literatura. El 2009, la seva primera novel·la Diálogos Para o Fim do Mundo va ser la guanyadora del Premi Literari Maria Amália Vaz de Carvalho, atribuït per l'Ajuntament de Loures (Regió de Lisboa). La novel·la va ser publicada per l'editorial Caminho l'any següent, el 2010. El 2012, va publicar el llibre de contes Havia - histórias de coisas que havia e de outras que vai havendo (ed. Caminho) i el 2013, va publicar la novel·la O Lago Avesso - uma hipótese biográfica (ed. Caminho). El 2014, va publicar amb altres autors en edicions col·lectives, Micro-Enciclopédia (edicions Prado) i Efeito Kuleshov (edições amor-livr'o i Dois Dias Edições). El 2015, va publicar el seu segon llibre de contes, Inventário do Pó - estudos para a makina de fazer desertos (ed. Caminho), que l'editorial Godall Edicions la va publicar en català. També el 2015, va publicar a la revista Granta (número 5) el text "Carta per la navegació de buits" (Tinta-da-Xina, 2015).